# Matayba scrobiculata
Matayba scrobiculata är en kinesträdsväxtart som först beskrevs av Carl Sigismund Kunth, och fick sitt nu gällande namn av Ludwig Radlkofer. Matayba scrobiculata ingår i släktet Matayba och familjen kinesträdsväxter. Inga underarter finns listade i Catalogue of Life.